# Adam Schlesinger

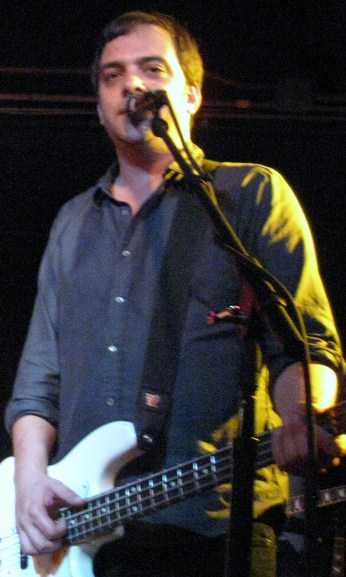
Adam Schlesinger in 2009

Adam Schlesinger (New York, 31 oktober 1967 - Poughkeepsie, 1 april 2020) was een Amerikaanse singer-songwriter, drummer, pianospeler en gitarist. 

## Biografie
Schlesinger was de zoon van Barbara "Bobbi" Bernthal en Stephen Schlesinger. Hij groeide op in Manhattan en Montclair. Hij behaalde een Bachelor of Arts in filosofie aan het Williams College.
Hij was onder meer bassist van Fountains of Wayne.
Adam Schlesinger had samen met zijn vrouw twee dochters. Hij was de neef van Jon Bernthal. 
Hij werd eind maart 2020 opgenomen in een New Yorks ziekenhuis. Schlesinger overleed op 1 april 2020 aan complicaties veroorzaakt door COVID-19.

## Werk
Een selectie van bekend werk
- Master of the Seas uit Ice Age: Continental Drift

## Erkentelijkheden
- 1997 - Nominatie Oscar voor het lied van de film That Thing You Do!
- 1997 - Nominatie Golden Globe Awards voor het lied van de film That Thing You Do!
- 2003 - Nominatie Grammy Awards Best New Artist met Stacy's Mom
- 2003 - Nominatie Grammy Awards Best Pop Performance by a Duo or Group with Vocal met Stacy's Mom
- 2008 - Nominatie Tony Awards Best Musical met Cry-Baby
- 2008 - Nominatie Tony Awards Best Original Score Cry-Baby
- 2009 - Nominatie Emmy Awards Outstanding Music and Lyrics voor Much Worse Things
- 2009 - Grammy Award Best Comedy Album met  A Colbert Christmas: The Greatest Gift of All!
- 2011 - Nominatie Daytime Emmy Award voor I Wonder uit Sesamstraat
- 2012 - Emmy Award Outstanding Music And Lyrics met It's Not Just for Gays Anymore
- 2013 - Nominatie Daytime Emmy Award Outstanding Original Song met Elmo the Musical uit Sesamstraat
- 2013 - Emmy Award Outstanding Music And Lyrics met If I Had Time
- 2016 - Nominatie Emmy Award Outstanding Original Music met Settle for me uit de CW series Crazy Ex-Girlfriend
- 2016 - Nominatie Emmy Award Outstanding Main Title Theme  met Settle for me uit de CW series Crazy Ex-Girlfriend
- 2017 - Nominatie Emmy Award Outstanding Original Music and Lyrics met We Tapped That Ass uit de CW series Crazy Ex-Girlfriend
- 2019 - Emmy Award Outstanding Original Music and Lyrics  met Antidepressants Are So Not a Big Deal uit de CW series Crazy Ex-Girlfriend
- 2019 - Nominatie Emmy Award Outstanding Original Main Title Theme Music met Meet Rebecca uit de CW series Crazy Ex-Girlfriend

- Biblioteca Nacional de España: XX5323672
- Bibliothèque nationale de France: cb15546960b (data)
- Gemeinsame Normdatei: 13512896X
- International Standard Name Identifier: 0000 0003 6500 4179
- Library of Congress Control Number: no00058933
- MusicBrainz: e0ffedf8-9d47-4e99-a2e5-2fe38996f0f5
- Nationale Bibliotheek van Tsjechië: mzk20201091836
- Nationale Bibliotheek van Israël: 987007345739905171
- Nederlandse Thesaurus van Auteursnamen: 315422130
- Istituto Centrale per il Catalogo Unico: UBOV174095
- Système universitaire de documentation: 142294160
- Virtual International Authority File: 229379131
- WorldCat: E39PBJcr8fphbkdB7YBFwfryVC